# Olyr Zavaschi
Olyr Zavaschi (14 de septiembre de 1941 - 3 de junio de 2011) fue un escritor, periodista y abogado brasileño que firmaba la columna Almanaque Gaucho, del diario Zero Hora.
Olyr firmado columna todos los días Almanaque Gaucho. En 2003, fue candidato a la presidencia Academia Brasileira de Letras, pero perdió ante el escritor y periodista Moacyr Scliar.

## Biografía
Nació en 1941 en Brasil. Fue seminarista en 1966 y estudió derecho en Porto Alegre y en 1971 pasó al diario Zero Hora. En 2000, fue invitado a escribir la columna Almanaque Gaucho, del diario Zero Hora.

## Muerte
Murió en el Hospital Molinos de Viento en Porto Alegre, con 69 años como consecuencia de un cáncer. Había estado hospitalizado desde el 6 de diciembre de 2010, cuando el cáncer se ha agravado. Pero acaba de morir el 3 de junio de 2011. Su cuerpo fue incinerado en el crematorio Metropolitana São José.

## Parentesco
Su hermano fue el ministro del STF (Brasil) Teori Albino Zavascki.

## Influido
Influido por Antônio Goulart, periodista brasileño.
- Datos: Q9052204